# 川本裕子
川本 裕子（かわもと ゆうこ、1958年5月31日 - ）は、日本の経済学者。第27代人事院総裁。
早稲田大学大学院経営管理研究科教授などを歴任。

## 略歴
- 1958年 - 東京都港区出身。
- 1965年 - 愛育幼稚園卒園
- 1971年 - 東京女学館小学校卒業[1]
- 1974年 - 東京女学館中学校卒業
- 1977年 - 東京教育大学附属高等学校（現・筑波大学附属高等学校）卒業
- 1982年 - 東京大学文学部社会心理学科卒業
- 1982年 - 旧東京銀行（現：三菱UFJ銀行）に入行。
- 1988年 - オックスフォード大学大学院修了。
- 1988年 - マッキンゼー・アンド・カンパニー東京支社に入社。
- 1995年 - 99年 パリにて勤務。
- 2001年 - マッキンゼー・アンド・カンパニーシニアエクスパート、のちにシニアアドバイザー。柳沢伯夫金融担当大臣「日本型金融システムと行政の将来ビジョン懇話会」メンバー（ - 2002年）。金融審議会自己資本比率に関するメンバー（ - 2004年）
- 2002年 - 総合規制改革会議専門委員（ - 2004年）,道路関係四公団民営化推進委員会委員。
- 2002年12月 - 「金融再生プログラム」に基づき金融庁内に設置された「金融問題タスクフォース」のメンバー（金融庁顧問）。
- 2003年 － 金融審議会委員（ - 2011年）
- 2004年4月 - 早稲田大学大学院ファイナンス研究科教授に就任。
- 2004年 - 大阪証券取引所（現：日本取引所）社外取締役就任（ － 2014年）。大阪証券取引所の自主規制委員会委員長を務める。統合に伴い2013年から日本取引所グループ社外取締役。
- 2005年 - 三菱UFJフィナンシャル・グループアドバイザリーボード委員（－2013年）
- 2006年6月 - ミレアホールディングス（現東京海上ホールディングス）監査役に就任（ - 2018年）。マネックスグループ取締役（ - 2013年）、りそなホールディングス取締役（ - 2011年）
- 2007年 - 総務省参与（年金記録問題検証委員会メンバー）。イー・モバイル取締役（ - 2010年）、日本貸金業協会公益理事（ - 2014年）
- 2009年 - ヤマハ発動機株式会社取締役（ - 2013年）、行政刷新会議評価者
- 2010年 - 内閣官房宇宙開発戦略専門調査会委員（ - 2012年）
- 2011年－トムソンロイターTrustee Director
- 2013年 - 三菱UFJフィナンシャル・グループ非執行取締役就任（メガバンク初の女性取締役）。会社法改正により2016年より独立社外取締役（ - 2019年）。リスク委員会委員長、指名・ガバナンス委員会および報酬委員会の委員。
- 2014年 - 国家公安委員会委員（ - 2019年）、経済財政諮問会議専門委員（コメンテーター委員、ー　2015年）
- 2016年 - 早稲田大学内の組織変更により、早稲田大学大学院経営管理研究科教授
- 2018年 - 米日財団（United States- Japan Foundation） 理事
- 2020年-　早稲田大学ガバナンス＆サスティナビリティ研究所所長、ソフトバンクグループ社外取締役、パナソニック社外取締役、新生銀行社外取締役
- 2021年 - 6月23日付で人事院人事官に就任し、かつ人事院総裁に就任[2]。

他に、経済産業省構造審議会産業金融部会委員、経済産業省新流通産業研究会メンバー、国土交通省社会資本整備審議会委員、内閣府統計委員会委員などを務めてきている。

## 発言・主張
- 選択的夫婦別姓制度導入について、「選択権として認められるといい。戸籍制度だって見直したいです。非嫡出子だと遺産相続で対等な配分がない、というようなことも議論すべきだと思う。一票の不平等や選挙権が20歳から、といったこともよく話し合って見直してみる必要がある」と述べている[3]。

## 著書

### 単著
- 『金融機関マネジメント』（東洋経済新報社、2015年）
- 『銀行収益革命－なぜ日本の銀行は儲からないのか』（東洋経済新報社、2000年）
- 『日本を変える－自立した民をめざして』 （中央公論新社、2004年）
- 『川本裕子の時間管理革命－世界で一番大切な「自分コスト」の使い方』（東洋経済新報社、2005年）

### 共著
- （安田隆二）『日本金融再生への提言 崩壊は防げるか』（東洋経済新報社、1993年）
- （八代尚宏編著、深尾光洋、川本明、長谷川友紀、森田朗、白石小百合、鈴木亘、黒澤昌子、美原融、杉田定大）『「官製市場」改革』（日本経済新聞社、2005年）
- 早稲田大学大学院ファイナンス研究所編『金融サービスのイノベーションと倫理』第２章「金融イノベーションと倫理」（中央経済社、2011）

### 共訳書
- （ローエル・ブライアン、ダイアナ・ファレル著、横山禎徳訳）『市場の時代』（東洋経済新報社、1999年）

### 共監訳書
- （マッキンゼー・リテール・バンキング・プラクティス著、マッキンゼー金融グループ訳、岡崎健監訳）『マッキンゼーリテール・バンキング戦略』（ダイヤモンド社、2004年）